# Peak District
Le Peak District est une région montagneuse de l'extrémité méridionale des Pennines, au centre-nord de l'Angleterre, située essentiellement dans le comté de Derbyshire, mais aussi dans le Cheshire, le Grand Manchester, le Staffordshire, le Yorkshire du Sud (Sheffield) et le Yorkshire de l'Ouest (Kirklees).
Parmi les douze parcs nationaux d'Angleterre et du pays de Galles, c'est le plus ancien, créé en 1951.

## Géographie
Le Peak District s'étend de Holmfirth au nord à Ashbourne au sud et de Sheffield à l'est à Macclesfield à l'ouest.
Il est divisé en deux parties :
- au nord, le Dark Peak, un plateau de brande presque inhabité, est la partie la plus haute du parc, où se dresse Kinder Scout, la montagne la plus haute du parc avec 636 mètres d'altitude, et où surgit Kinder Downfall, la chute d'eau la plus haute du parc ;
- au sud, le White Peak, région plus basse, où habite la majorité de la population, où se trouvent des réservoirs et un bon réseau de sentiers de randonnée.

Le principal cours d'eau du district est la Dove qui coule d'Axe Edge Moor (en) jusqu'à son confluent avec la Trent.

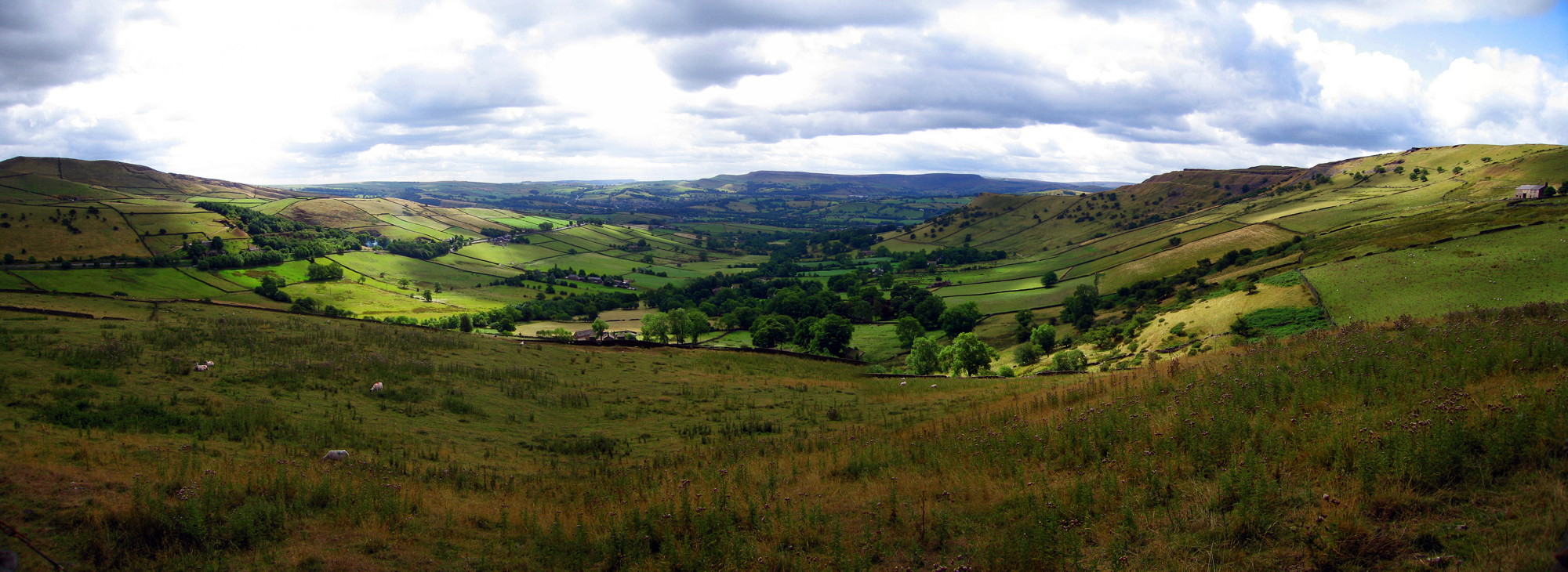
Panorama du Peak District, près du High Peak.

## Activités

### Protection environnementale
Le parc couvre environ 1 400 km2.

### Tourisme
Le parc est populaire pour l'équitation, la randonnée pédestre, le cyclisme, la spéléologie, le deltaplane, le parapente et l'escalade. Il est traversé par le Pennine Way.
Le lac de barrage de Dovestone se trouve à l'extrémité nord-ouest du parc.
C'est sur Kinder Scout que le 24 avril 1932, des promeneurs, soucieux d'établir un droit d'accès aux zones sauvages, organisèrent une grande marche. Cinq manifestants furent arrêtés, mais leur marche en faveur du libre passage à travers les terres privées contribua, en fin de compte, à la création des parcs nationaux. Aujourd'hui, les voies ferrées désaffectées sont autant de sentiers de randonnée, les rochers attirent les amateurs d'escalade et les nombreuses grottes permettent aux spéléologues de s'adonner à leur passion.

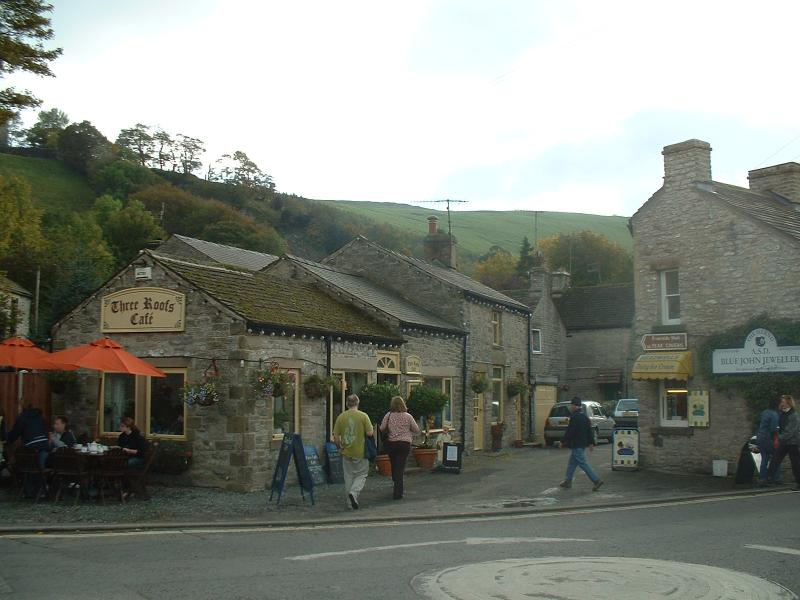
Castleton
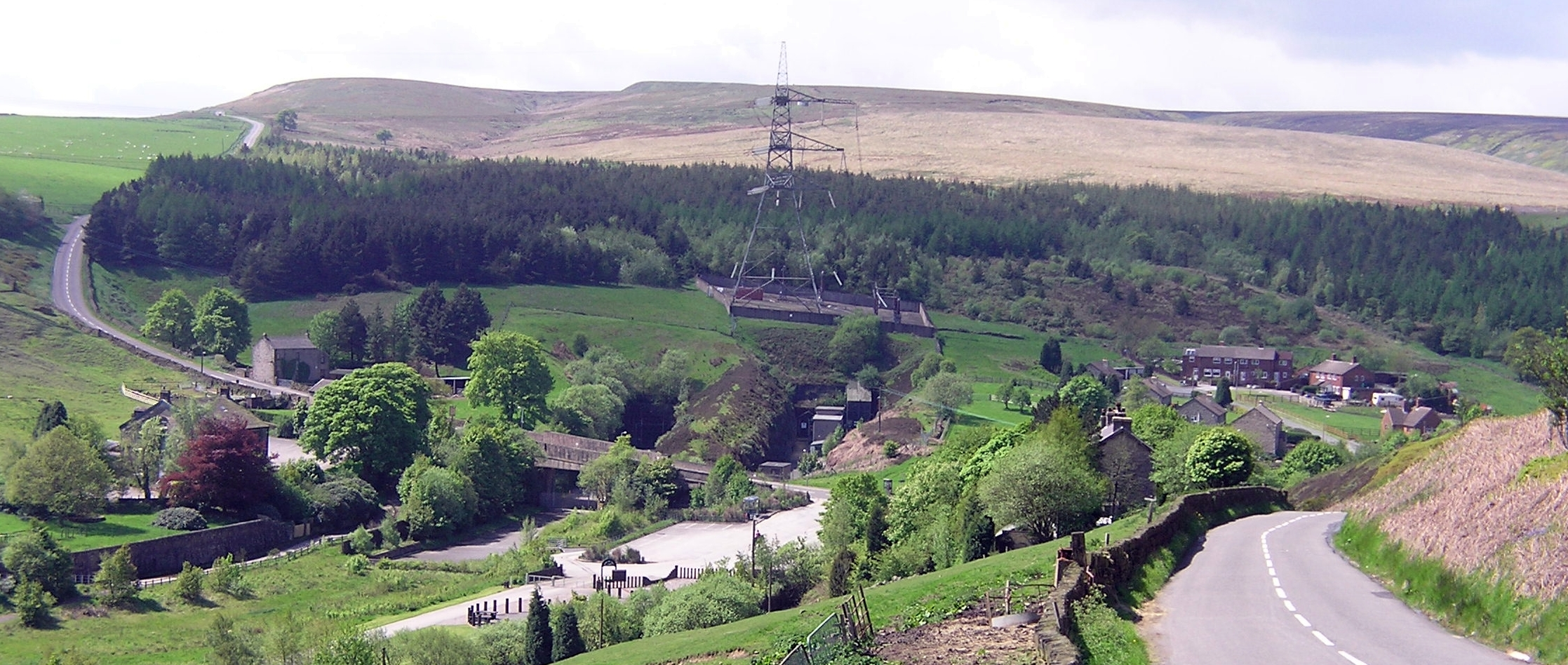
Dunford Bridge
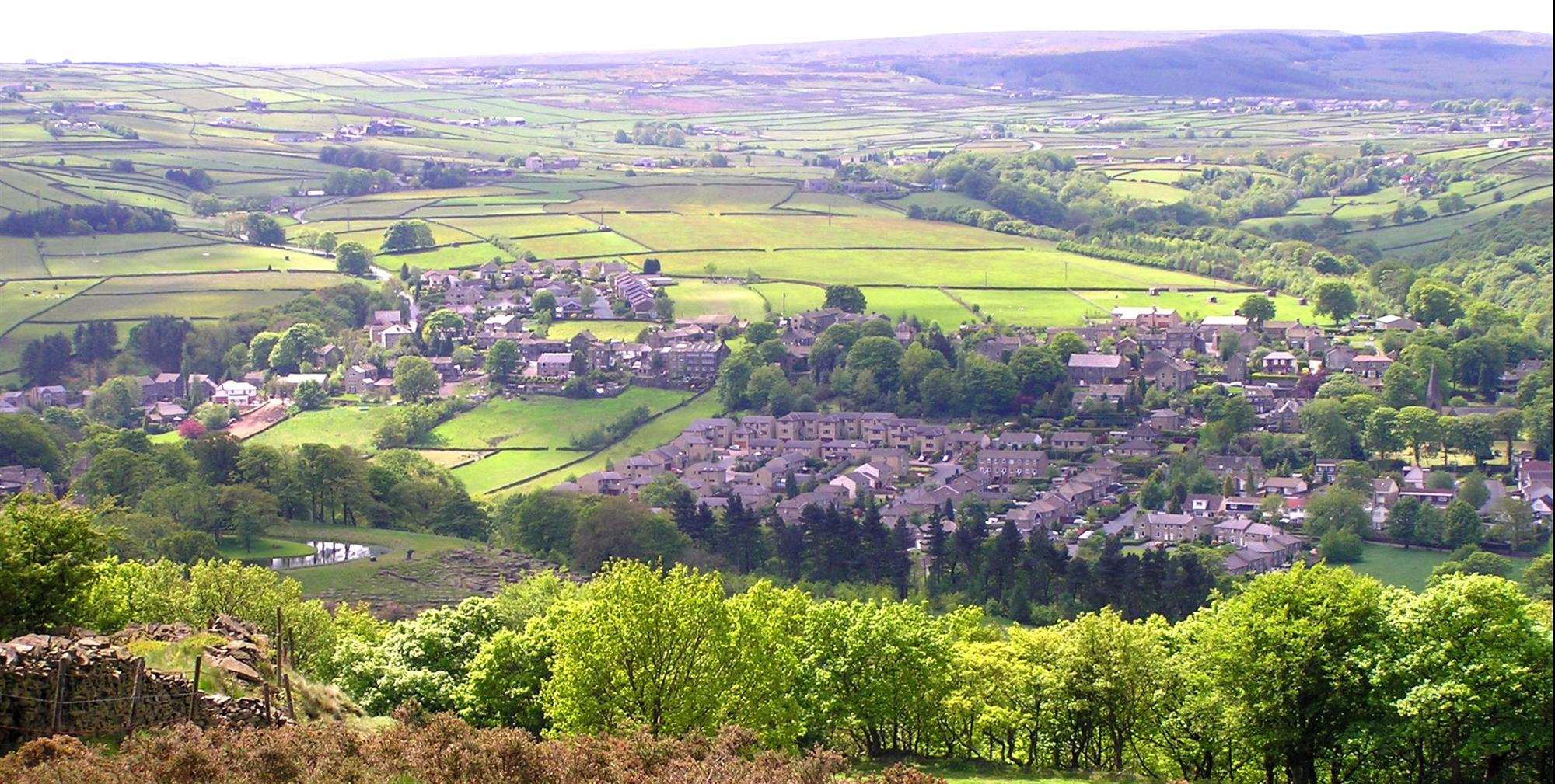
Hepworth
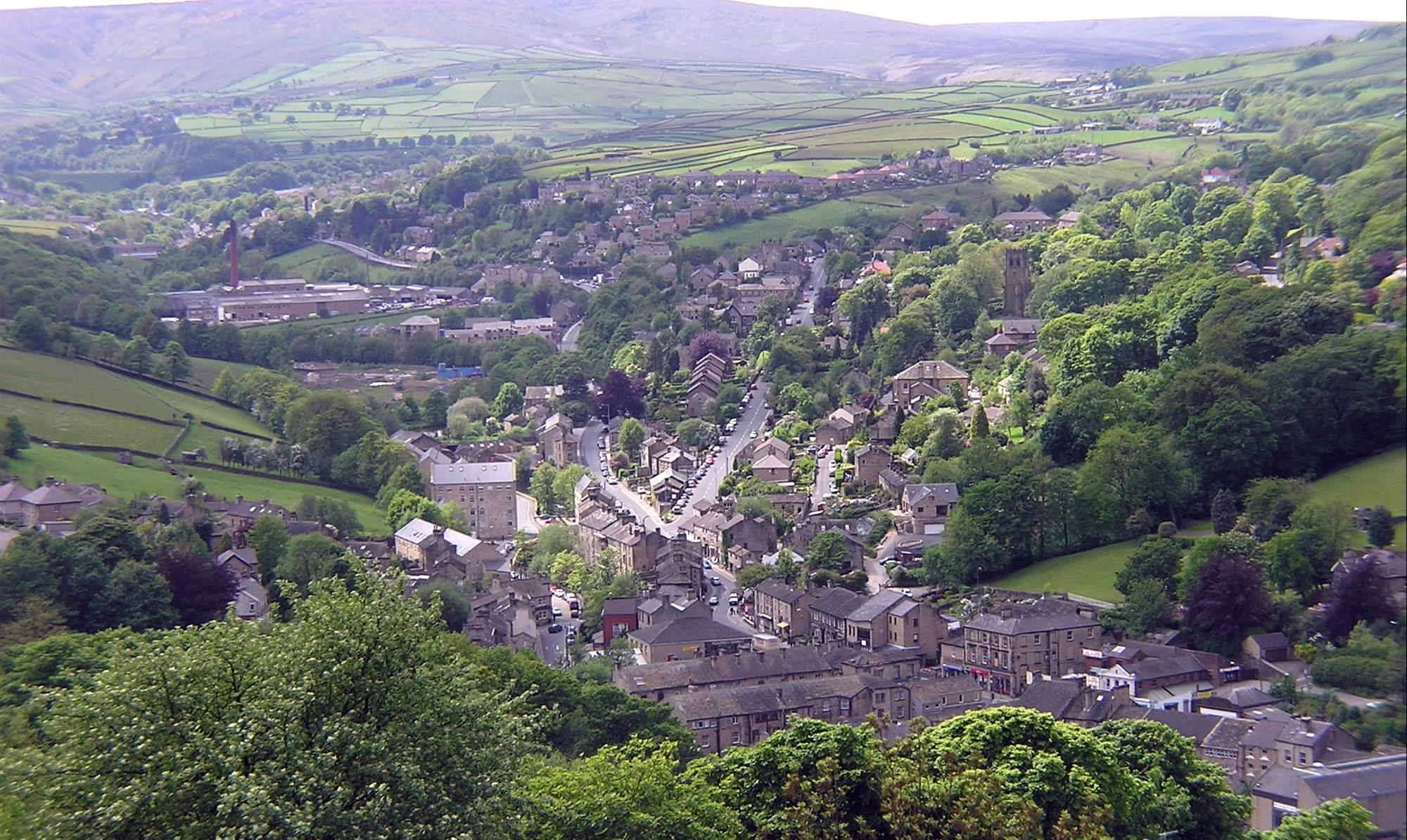
Holmfirth
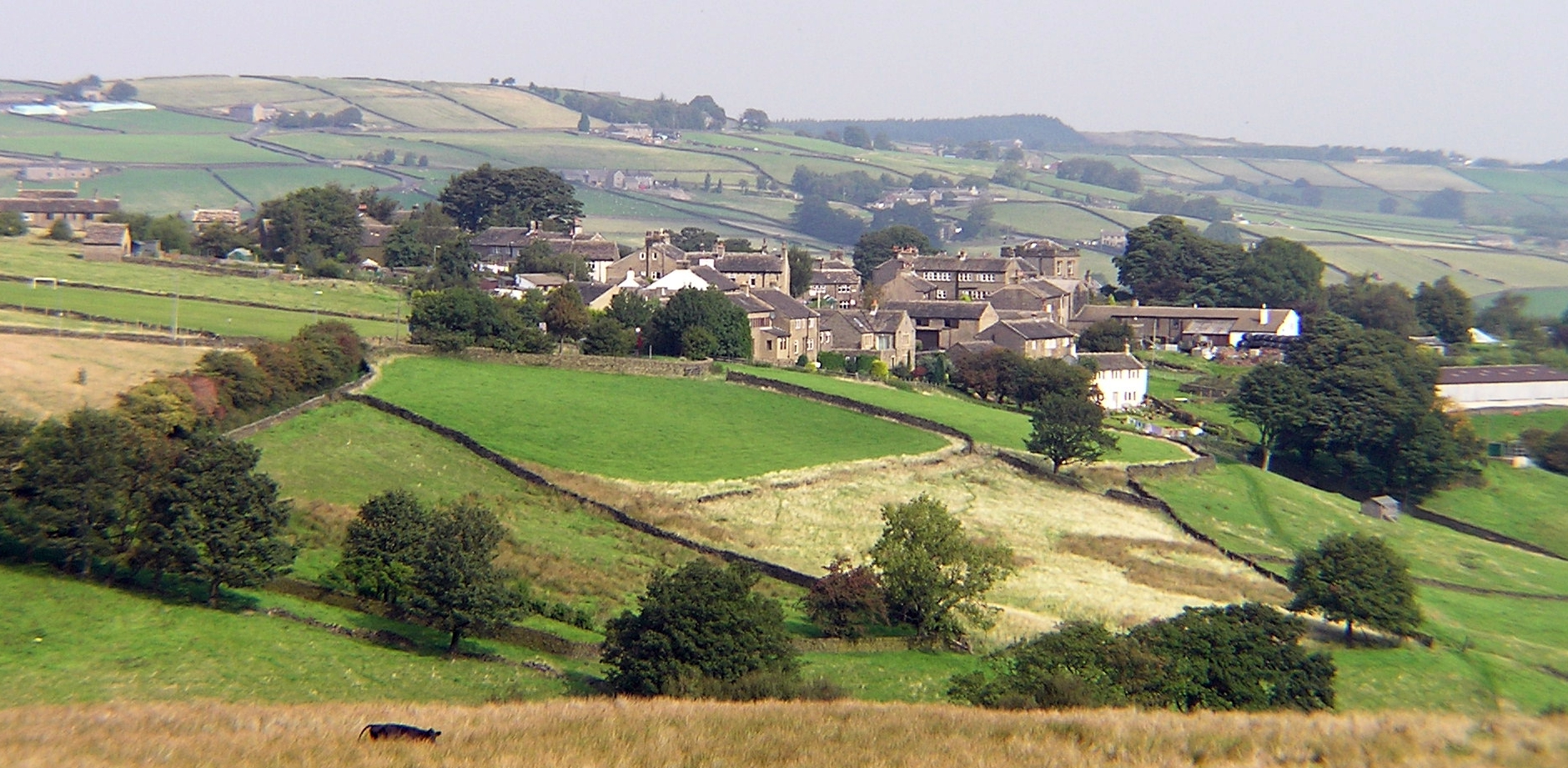
Holme, West Yorkshire
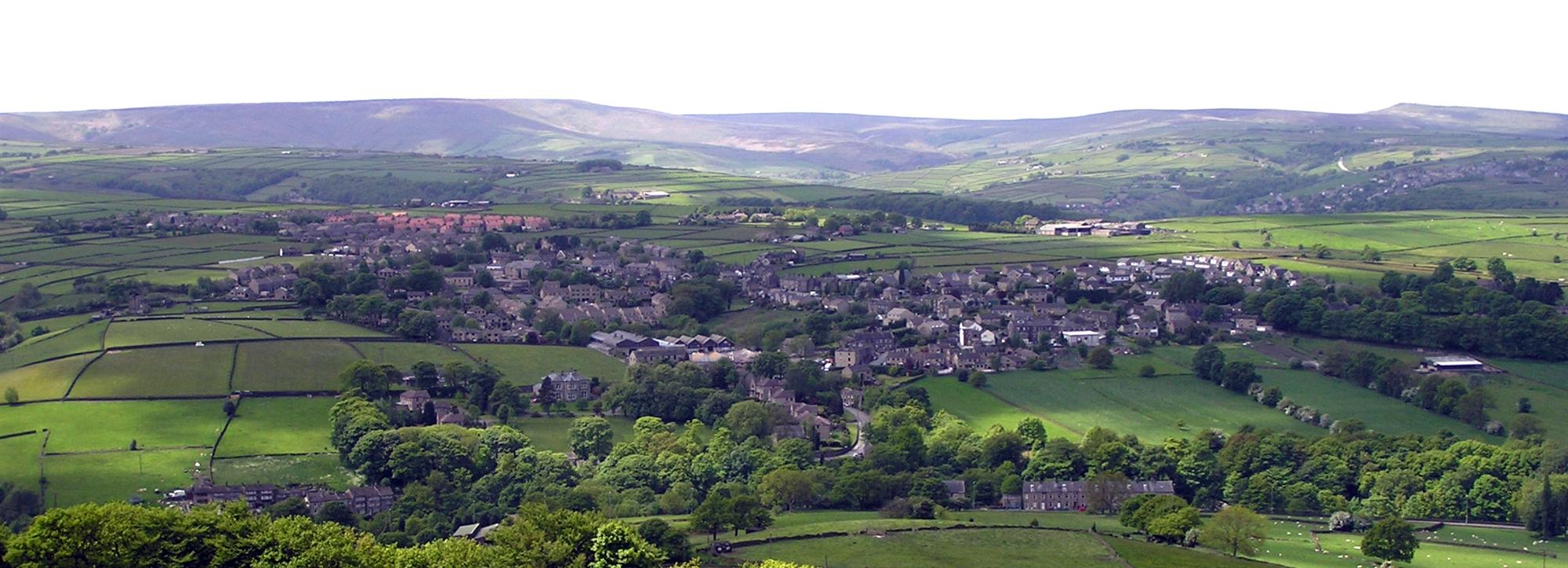
Scholes
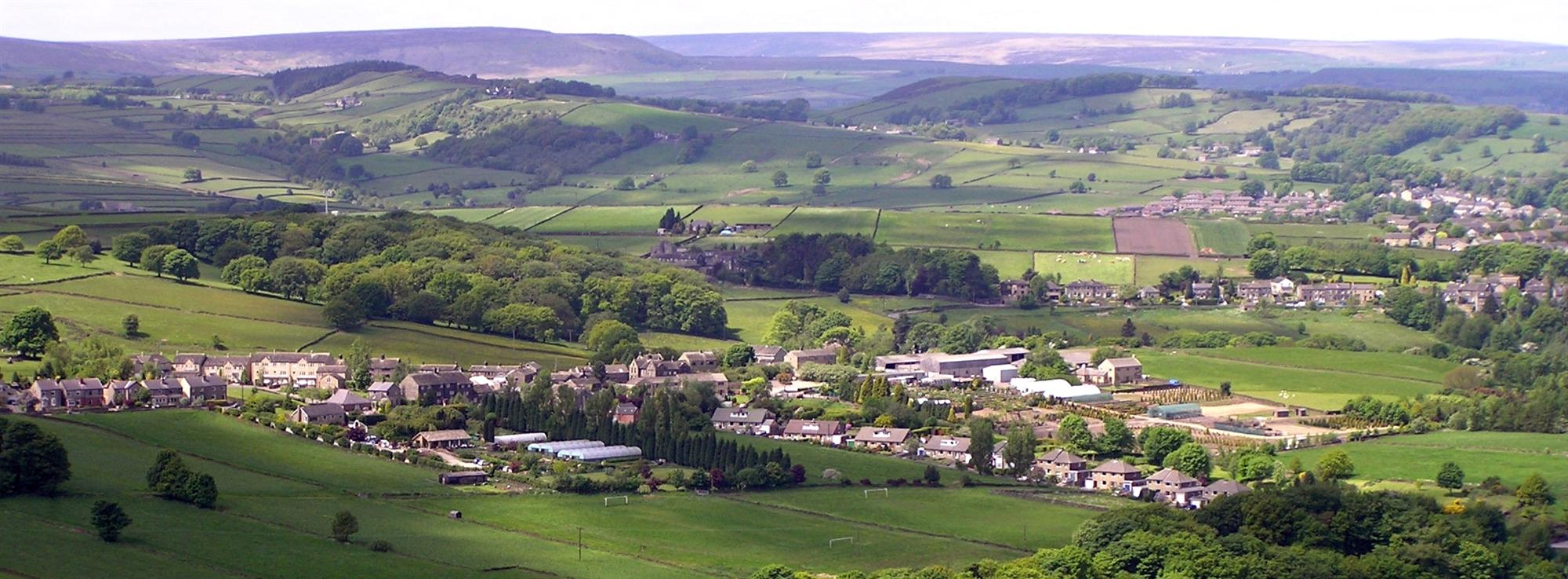
Totties
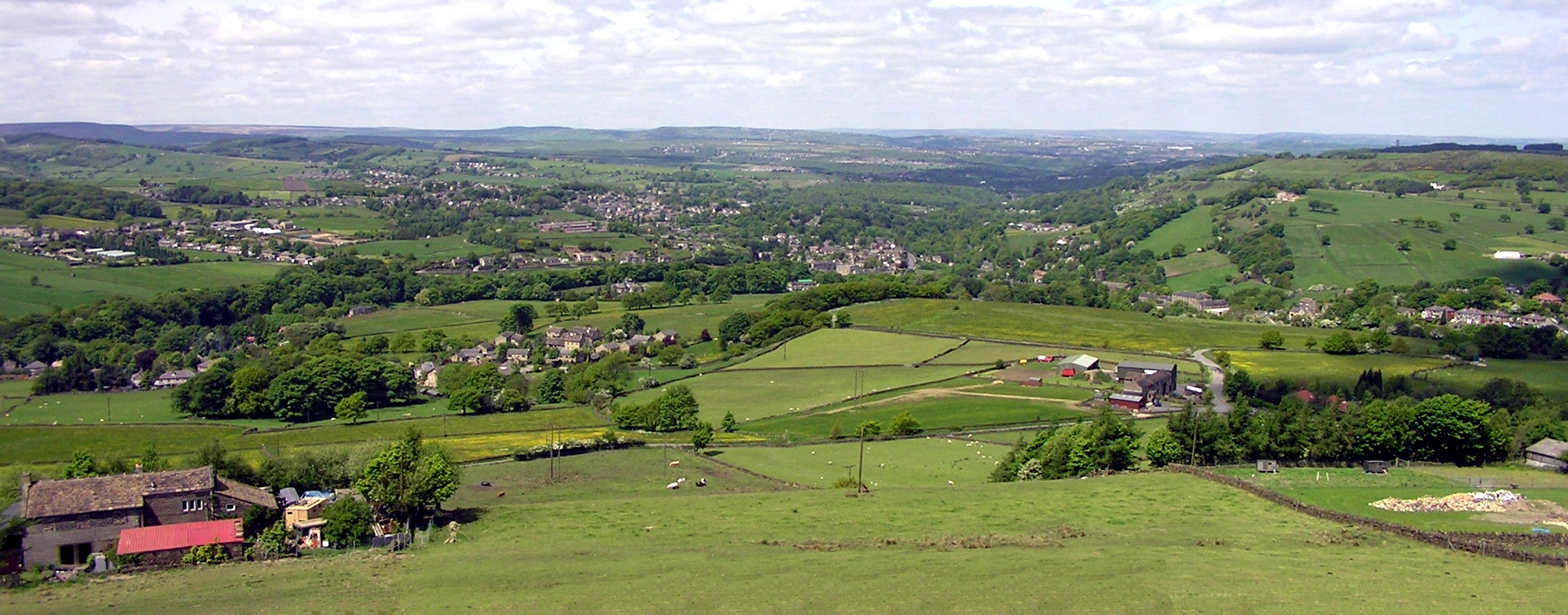
Upper Holme Valley